# Eleições autárquicas portuguesas de 2017 no distrito de Portalegre

## Resultados por Concelho
Os resultados nos Concelhos do Distrito de Portalegre foram os seguintes:

### Alter do Chão

#### Câmara Municipal
| Partido                 | Partido                        | Votos | %               | +/-   | Vereadores | +/- |
| ----------------------- | ------------------------------ | ----- | --------------- | ----- | ---------- | --- |
|                         | Partido Socialista             | 1 000 | 47,17 / 100,00  | 11,38 | 3 / 5      | 1   |
|                         | PSD-CDS                        | 826   | 38,96 / 100,00  | -     | 2 / 5      | -   |
|                         | Coligação Democrática Unitária | 172   | 8,11 / 100,00   | 5,54  | 0 / 5      | 1   |
|                         | Bloco de Esquerda              | 37    | 1,75 / 100,00   | -     | 0 / 5      | -   |
| Votos Inválidos         | Votos Inválidos                | 85    | 4,01 / 100,00   | 1,11  |            |     |
| Total                   | Total                          | 2 120 | 100,00 / 100,00 |       | 5 / 5      |     |
| Eleitorado/Participação | Eleitorado/Participação        | 2 816 | 75,28 / 100,00  | 6,08  |            |     |

| Freguesia     | %     | %        | %     | %    | Votantes |
| Freguesia     | PS    | PSD- CDS | CDU   | BE   | Votantes |
| ------------- | ----- | -------- | ----- | ---- | -------- |
| Alter do Chão | 51,21 | 38,93    | 4,16  | 2,19 | 1 369    |
| Chancelaria   | 48,20 | 41,31    | 4,92  | 0,66 | 305      |
| Cunheira      | 34,88 | 52,09    | 6,98  | 0    | 215      |
| Seda          | 33,33 | 23,81    | 36,80 | 2,16 | 231      |
| Alter do Chão | 47,17 | 38,96    | 8,11  | 1,75 | 2 120    |

#### Assembleia Municipal
| Partido                 | Partido                        | Votos | %               | +/-   | Deputados | +/-     |
| ----------------------- | ------------------------------ | ----- | --------------- | ----- | --------- | ------- |
|                         | Partido Socialista             | 925   | 43,63 / 100,00  | 11,20 | 7 / 15    | 2       |
|                         | PSD-CDS                        | 794   | 37,45 / 100,00  | -     | 6 / 15    | -       |
|                         | Coligação Democrática Unitária | 251   | 11,84 / 100,00  | 4,07  | 2 / 15    | Estável |
|                         | Bloco de Esquerda              | 47    | 2,22 / 100,00   | -     | 0 / 15    | -       |
| Votos Inválidos         | Votos Inválidos                | 103   | 4,86 / 100,00   | 0,72  |           |         |
| Total                   | Total                          | 2 120 | 100,00 / 100,00 |       | 15 / 15   |         |
| Eleitorado/Participação | Eleitorado/Participação        | 2 816 | 75,28 / 100,00  | 6,11  |           |         |

| Freguesia     | %     | %        | %     | %    | Votantes |
| Freguesia     | PS    | PSD- CDS | CDU   | BE   | Votantes |
| ------------- | ----- | -------- | ----- | ---- | -------- |
| Alter do Chão | 46,02 | 38,20    | 8,69  | 2,63 | 1 369    |
| Chancelaria   | 48,20 | 39,67    | 5,57  | 0,98 | 305      |
| Cunheira      | 36,74 | 49,77    | 8,37  | 0    | 215      |
| Seda          | 29,87 | 18,61    | 41,99 | 3,46 | 231      |
| Alter do Chão | 43,63 | 37,45    | 11,84 | 2,22 | 2 120    |

#### Juntas de Freguesia
| Partido                 | Partido                        | Votos | %               | +/-   | Presidentes | +/-     | Mandatos | +/- |
| ----------------------- | ------------------------------ | ----- | --------------- | ----- | ----------- | ------- | -------- | --- |
|                         | Partido Socialista             | 908   | 42,83 / 100,00  | 13,05 | 2 / 4       | 2       | 14 / 30  | 4   |
|                         | PSD-CDS                        | 815   | 38,44 / 100,00  | -     | 1 / 4       | -       | 12 / 30  | -   |
|                         | Coligação Democrática Unitária | 274   | 12,92 / 100,00  | 5,94  | 1 / 4       | Estável | 4 / 30   | 3   |
|                         | Bloco de Esquerda              | 36    | 1,70 / 100,00   | -     | 0 / 4       | -       | 0 / 30   | -   |
| Votos Inválidos         | Votos Inválidos                | 87    | 4,10 / 100,00   | 0,59  |             |         |          |     |
| Total                   | Total                          | 2 120 | 100,00 / 100,00 |       | 4 / 4       |         | 30 / 30  |     |
| Eleitorado/Participação | Eleitorado/Participação        | 2 816 | 75,28 / 100,00  | 6,08  |             |         |          |     |

| Freguesia     | Partido Vencedor | Partido Vencedor               | %              | Mandatos |
| ------------- | ---------------- | ------------------------------ | -------------- | -------- |
| Alter do Chão |                  | Partido Socialista             | 45,07 / 100,00 | 5 / 9    |
| Chancelaria   |                  | Partido Socialista             | 48,20 / 100,00 | 4 / 7    |
| Cunheira      |                  | PSD-CDS                        | 53,02 / 100,00 | 4 / 7    |
| Seda          |                  | Coligação Democrática Unitária | 51,95 / 100,00 | 4 / 7    |

### Arronches

#### Câmara Municipal
| Partido                 | Partido                        | Votos | %               | +/-   | Vereadores | +/-     |
| ----------------------- | ------------------------------ | ----- | --------------- | ----- | ---------- | ------- |
|                         | Partido Social Democrata       | 1 270 | 62,25 / 100,00  | 10,71 | 4 / 5      | 1       |
|                         | Partido Socialista             | 611   | 29,95 / 100,00  | 11,94 | 1 / 5      | 1       |
|                         | Coligação Democrática Unitária | 62    | 3,04 / 100,00   | 0,27  | 0 / 5      | Estável |
|                         | CDS-PPM                        | 31    | 1,52 / 100,00   | -     | 0 / 5      | -       |
| Votos Inválidos         | Votos Inválidos                | 66    | 3,23 / 100,00   | 0,04  |            |         |
| Total                   | Total                          | 2 040 | 100,00 / 100,00 |       | 5 / 5      |         |
| Eleitorado/Participação | Eleitorado/Participação        | 2 611 | 78,13 / 100,00  | 3,26  |            |         |

| Freguesia | %     | %     | %    | %        | Votantes |
| Freguesia | PSD   | PS    | CDU  | CDS- PPM | Votantes |
| --------- | ----- | ----- | ---- | -------- | -------- |
| Assunção  | 60,29 | 30,38 | 3,59 | 2,07     | 1 254    |
| Esperança | 59,02 | 34,43 | 2,46 | 0,82     | 488      |
| Mosteiros | 75,84 | 20,81 | 1,68 | 0,34     | 298      |
| Arronches | 62,25 | 29,95 | 3,04 | 1,52     | 2 040    |

#### Assembleia Municipal
| Partido                 | Partido                        | Votos | %               | +/-   | Deputados | +/-     |
| ----------------------- | ------------------------------ | ----- | --------------- | ----- | --------- | ------- |
|                         | Partido Social Democrata       | 1 197 | 58,68 / 100,00  | 10,31 | 10 / 15   | 2       |
|                         | Partido Socialista             | 623   | 30,54 / 100,00  | 13,62 | 5 / 15    | 2       |
|                         | Coligação Democrática Unitária | 105   | 5,15 / 100,00   | 1,21  | 0 / 15    | Estável |
|                         | CDS-PPM                        | 39    | 1,91 / 100,00   | -     | 0 / 15    | -       |
| Votos Inválidos         | Votos Inválidos                | 76    | 3,73 / 100,00   | 0,19  |           |         |
| Total                   | Total                          | 2 040 | 100,00 / 100,00 |       | 15 / 15   |         |
| Eleitorado/Participação | Eleitorado/Participação        | 2 611 | 78,13 / 100,00  | 3,04  |           |         |

| Freguesia | %     | %     | %    | %        | Votantes |
| Freguesia | PSD   | PS    | CDU  | CDS- PPM | Votantes |
| --------- | ----- | ----- | ---- | -------- | -------- |
| Assunção  | 57,81 | 29,03 | 7,10 | 1,83     | 1 254    |
| Esperança | 53,07 | 38,93 | 1,84 | 2,46     | 488      |
| Mosteiros | 71,48 | 23,15 | 2,35 | 1,34     | 298      |
| Arronches | 58,68 | 30,54 | 5,15 | 1,91     | 2 040    |

#### Juntas de Freguesia
| Partido                 | Partido                        | Votos | %               | +/-   | Presidentes | +/-     | Mandatos | +/-     |
| ----------------------- | ------------------------------ | ----- | --------------- | ----- | ----------- | ------- | -------- | ------- |
|                         | Partido Social Democrata       | 1 170 | 57,35 / 100,00  | 9,52  | 2 / 3       | 1       | 14 / 23  | 3       |
|                         | Partido Socialista             | 671   | 32,89 / 100,00  | 13,10 | 1 / 3       | 1       | 9 / 23   | 3       |
|                         | Coligação Democrática Unitária | 81    | 3,97 / 100,00   | 0,70  | 0 / 3       | Estável | 0 / 23   | Estável |
|                         | CDS-PPM                        | 36    | 1,76 / 100,00   | -     | 0 / 3       | -       | 0 / 23   | -       |
| Votos Inválidos         | Votos Inválidos                | 82    | 4,02 / 100,00   | 1,11  |             |         |          |         |
| Total                   | Total                          | 2 040 | 100,00 / 100,00 |       | 3 / 3       |         | 23 / 23  |         |
| Eleitorado/Participação | Eleitorado/Participação        | 2 611 | 78,13 / 100,00  | 2,97  |             |         |          |         |

| Freguesia | Partido Vencedor | Partido Vencedor         | %              | Mandatos |
| --------- | ---------------- | ------------------------ | -------------- | -------- |
| Assunção  |                  | Partido Social Democrata | 60,69 / 100,00 | 6 / 9    |
| Esperança |                  | Partido Socialista       | 49,59 / 100,00 | 4 / 7    |
| Mosteiros |                  | Partido Social Democrata | 64,43 / 100,00 | 5 / 7    |

### Avis

#### Câmara Municipal
| Partido                 | Partido                        | Votos | %               | +/-   | Vereadores | +/-     |
| ----------------------- | ------------------------------ | ----- | --------------- | ----- | ---------- | ------- |
|                         | Coligação Democrática Unitária | 1 587 | 61,44 / 100,00  | 10,40 | 4 / 5      | 1       |
|                         | Partido Socialista             | 723   | 27,99 / 100,00  | 2,39  | 1 / 5      | 1       |
|                         | Partido Social Democrata       | 157   | 6,08 / 100,00   | 7,35  | 0 / 5      | Estável |
| Votos Inválidos         | Votos Inválidos                | 116   | 4,49 / 100,00   | 0,66  |            |         |
| Total                   | Total                          | 2 583 | 100,00 / 100,00 |       | 5 / 5      |         |
| Eleitorado/Participação | Eleitorado/Participação        | 3 592 | 71,91 / 100,00  | 0,76  |            |         |

| Freguesia            | %     | %     | %     | Votantes |
| Freguesia            | CDU   | PS    | PSD   | Votantes |
| -------------------- | ----- | ----- | ----- | -------- |
| Alcórrego e Maranhão | 84,62 | 9,52  | 2,56  | 273      |
| Aldeia Velha         | 61,45 | 29,52 | 3,61  | 166      |
| Avis                 | 63,15 | 25,22 | 6,45  | 1 068    |
| Benavila e Valongo   | 49,58 | 42,88 | 3,35  | 597      |
| Ervedal              | 59,64 | 23,15 | 12,17 | 337      |
| Figueira e Barros    | 59,36 | 29,95 | 9,09  | 187      |
| Avis                 | 61,44 | 27,99 | 6,08  | 2 583    |

#### Assembleia Municipal
| Partido                 | Partido                        | Votos | %               | +/-   | Deputados | +/-     |
| ----------------------- | ------------------------------ | ----- | --------------- | ----- | --------- | ------- |
|                         | Coligação Democrática Unitária | 1 463 | 56,64 / 100,00  | 10,33 | 9 / 15    | 1       |
|                         | Partido Socialista             | 801   | 31,01 / 100,00  | 2,91  | 5 / 15    | Estável |
|                         | Partido Social Democrata       | 184   | 7,12 / 100,00   | 6,10  | 1 / 15    | 1       |
| Votos Inválidos         | Votos Inválidos                | 135   | 5,22 / 100,00   | 1,33  |           |         |
| Total                   | Total                          | 2 583 | 100,00 / 100,00 |       | 15 / 15   |         |
| Eleitorado/Participação | Eleitorado/Participação        | 3 592 | 71,91 / 100,00  | 0,73  |           |         |

| Freguesia            | %     | %     | %     | Votantes |
| Freguesia            | CDU   | PS    | PSD   | Votantes |
| -------------------- | ----- | ----- | ----- | -------- |
| Alcórrego e Maranhão | 82,78 | 11,36 | 2,20  | 273      |
| Aldeia Velha         | 62,65 | 27,11 | 3,61  | 166      |
| Avis                 | 56,99 | 28,93 | 8,80  | 1 023    |
| Benavila e Valongo   | 45,06 | 45,56 | 3,85  | 597      |
| Ervedal              | 55,79 | 26,11 | 12,17 | 337      |
| Figueira e Barros    | 49,73 | 36,90 | 9,63  | 187      |
| Avis                 | 56,64 | 31,01 | 7,12  | 2 583    |

#### Juntas de Freguesia
| Partido                 | Partido                        | Votos | %               | +/-  | Presidentes | +/-     | Mandatos | +/- |
| ----------------------- | ------------------------------ | ----- | --------------- | ---- | ----------- | ------- | -------- | --- |
|                         | Coligação Democrática Unitária | 1 494 | 57,84 / 100,00  | 8,72 | 5 / 6       | Estável | 29 / 44  | 4   |
|                         | Partido Socialista             | 819   | 31,71 / 100,00  | 1,85 | 1 / 6       | Estável | 14 / 44  | 1   |
|                         | Partido Social Democrata       | 147   | 5,69 / 100,00   | 6,09 | 0 / 6       | Estável | 1 / 44   | 3   |
| Votos Inválidos         | Votos Inválidos                | 123   | 4,76 / 100,00   | 0,79 |             |         |          |     |
| Total                   | Total                          | 2 583 | 100,00 / 100,00 |      | 6 / 6       |         | 44 / 44  |     |
| Eleitorado/Participação | Eleitorado/Participação        | 3 592 | 71,91 / 100,00  | 0,73 |             |         |          |     |

| Freguesia            | Partido Vencedor | Partido Vencedor               | %              | Mandatos |
| -------------------- | ---------------- | ------------------------------ | -------------- | -------- |
| Alcórrego e Maranhão |                  | Coligação Democrática Unitária | 85,35 / 100,00 | 7 / 7    |
| Aldeia Velha         |                  | Coligação Democrática Unitária | 68,07 / 100,00 | 5 / 7    |
| Avis                 |                  | Coligação Democrática Unitária | 59,82 / 100,00 | 6 / 9    |
| Benavila e Valongo   |                  | Partido Socialista             | 50,59 / 100,00 | 4 / 7    |
| Ervedal              |                  | Coligação Democrática Unitária | 54,01 / 100,00 | 4 / 7    |
| Figueira e Barros    |                  | Coligação Democrática Unitária | 52,94 / 100,00 | 4 / 7    |

### Campo Maior

#### Câmara Municipal
| Partido                 | Partido                        | Votos | %               | +/-   | Vereadores | +/-     |
| ----------------------- | ------------------------------ | ----- | --------------- | ----- | ---------- | ------- |
|                         | Partido Socialista             | 3 021 | 65,00 / 100,00  | 2,23  | 4 / 5      | Estável |
|                         | Coligação Democrática Unitária | 1 230 | 26,46 / 100,00  | 20,57 | 1 / 5      | 1       |
|                         | PSD-CDS-PPM                    | 146   | 3,14 / 100,00   | -     | 0 / 5      | -       |
|                         | Bloco de Esquerda              | 61    | 1,31 / 100,00   | 0,59  | 0 / 5      | Estável |
| Votos Inválidos         | Votos Inválidos                | 190   | 4,08 / 100,00   | 1,43  |            |         |
| Total                   | Total                          | 4 648 | 100,00 / 100,00 |       | 5 / 5      |         |
| Eleitorado/Participação | Eleitorado/Participação        | 7 322 | 63,48 / 100,00  | 8,55  |            |         |

| Freguesia                            | %     | %     | %             | %    | Votantes |
| Freguesia                            | PS    | CDU   | PSD- CDS- PPM | BE   | Votantes |
| ------------------------------------ | ----- | ----- | ------------- | ---- | -------- |
| Nossa Senhora da Expectação          | 64,91 | 25,39 | 3,84          | 1,62 | 2 032    |
| Nossa Senhora da Graça dos Degolados | 68,57 | 25,95 | 2,38          | 0,24 | 420      |
| São João Batista                     | 64,39 | 27,55 | 2,64          | 1,23 | 2 196    |
| Campo Maior                          | 65,00 | 26,46 | 3,14          | 1,31 | 4 648    |

#### Assembleia Municipal
| Partido                 | Partido                        | Votos | %               | +/-   | Deputados | +/-     |
| ----------------------- | ------------------------------ | ----- | --------------- | ----- | --------- | ------- |
|                         | Partido Socialista             | 2 231 | 48,00 / 100,00  | 8,45  | 8 / 15    | 1       |
|                         | Coligação Democrática Unitária | 1 952 | 42,00 / 100,00  | 33,93 | 7 / 15    | 6       |
|                         | PSD-CDS-PPM                    | 168   | 3,61 / 100,00   | -     | 0 / 15    | -       |
|                         | Bloco de Esquerda              | 100   | 2,15 / 100,00   | 1,08  | 0 / 15    | Estável |
| Votos Inválidos         | Votos Inválidos                | 197   | 4,23 / 100,00   | 1,25  |           |         |
| Total                   | Total                          | 4 648 | 100,00 / 100,00 |       | 15 / 15   |         |
| Eleitorado/Participação | Eleitorado/Participação        | 7 322 | 63,48 / 100,00  | 8,54  |           |         |

| Freguesia                            | %     | %     | %             | %    | Votantes |
| Freguesia                            | PS    | CDU   | PSD- CDS- PPM | BE   | Votantes |
| ------------------------------------ | ----- | ----- | ------------- | ---- | -------- |
| Nossa Senhora da Expectação          | 45,52 | 43,16 | 4,58          | 2,12 | 2 032    |
| Nossa Senhora da Graça dos Degolados | 59,52 | 34,29 | 2,14          | 0,24 | 420      |
| São João Batista                     | 48,09 | 42,40 | 3,01          | 2,55 | 2 196    |
| Campo Maior                          | 48,00 | 42,00 | 3,61          | 2,15 | 4 648    |

#### Juntas de Freguesia
| Partido                 | Partido                        | Votos | %               | +/-   | Presidentes | +/-     | Mandatos | +/-     |
| ----------------------- | ------------------------------ | ----- | --------------- | ----- | ----------- | ------- | -------- | ------- |
|                         | Partido Socialista             | 2 815 | 60,56 / 100,00  | 0,74  | 3 / 3       | Estável | 17 / 25  | 1       |
|                         | Coligação Democrática Unitária | 1 464 | 31,50 / 100,00  | 24,39 | 0 / 3       | Estável | 8 / 25   | 8       |
|                         | Bloco de Esquerda              | 124   | 2,67 / 100,00   | 1,97  | 0 / 3       | Estável | 0 / 25   | Estável |
| Votos Inválidos         | Votos Inválidos                | 245   | 5,27 / 100,00   | 2,43  |             |         |          |         |
| Total                   | Total                          | 4 648 | 100,00 / 100,00 |       | 3 / 3       |         | 25 / 25  |         |
| Eleitorado/Participação | Eleitorado/Participação        | 7 322 | 63,48 / 100,00  | 8,52  |             |         |          |         |

| Freguesia                            | Partido Vencedor | Partido Vencedor   | %              | Mandatos |
| ------------------------------------ | ---------------- | ------------------ | -------------- | -------- |
| Nossa Senhora da Expectação          |                  | Partido Socialista | 56,94 / 100,00 | 6 / 9    |
| Nossa Senhora da Graça dos Degolados |                  | Partido Socialista | 62,38 / 100,00 | 5 / 7    |
| São João Batista                     |                  | Partido Socialista | 63,57 / 100,00 | 6 / 9    |

### Castelo de Vide

#### Câmara Municipal
| Partido                 | Partido                        | Votos | %               | +/-  | Vereadores | +/-     |
| ----------------------- | ------------------------------ | ----- | --------------- | ---- | ---------- | ------- |
|                         | Partido Social Democrata       | 1 194 | 57,05 / 100,00  | 2,16 | 3 / 5      | Estável |
|                         | Partido Socialista             | 689   | 32,92 / 100,00  | 0,93 | 2 / 5      | Estável |
|                         | Coligação Democrática Unitária | 91    | 4,35 / 100,00   | 0,05 | 0 / 5      | Estável |
|                         | CDS – Partido Popular          | 32    | 1,53 / 100,00   | -    | 0 / 5      | -       |
| Votos Inválidos         | Votos Inválidos                | 87    | 4,16 / 100,00   | 0,25 |            |         |
| Total                   | Total                          | 2 093 | 100,00 / 100,00 |      | 5 / 5      |         |
| Eleitorado/Participação | Eleitorado/Participação        | 2 871 | 72,90 / 100,00  | 1,23 |            |         |

| Freguesia                                | %     | %     | %    | %    | Votantes |
| Freguesia                                | PSD   | PS    | CDU  | CDS  | Votantes |
| ---------------------------------------- | ----- | ----- | ---- | ---- | -------- |
| Nossa Senhora da Graça de Póvoa e Meadas | 45,19 | 40,37 | 8,02 | 1,34 | 374      |
| Santa Maria da Devesa                    | 56,65 | 32,89 | 4,16 | 1,73 | 985      |
| Santiago Maior                           | 72,73 | 22,97 | 1,44 | 0,96 | 209      |
| São João Batista                         | 60,00 | 31,62 | 3,24 | 1,52 | 525      |
| Castelo de Vide                          | 57,05 | 32,92 | 4,35 | 1,53 | 2 093    |

#### Assembleia Municipal
| Partido                 | Partido                        | Votos | %               | +/-  | Deputados | +/-     |
| ----------------------- | ------------------------------ | ----- | --------------- | ---- | --------- | ------- |
|                         | Partido Social Democrata       | 1 074 | 51,31 / 100,00  | 7,40 | 8 / 15    | 1       |
|                         | Partido Socialista             | 806   | 38,51 / 100,00  | 7,61 | 6 / 15    | 1       |
|                         | Coligação Democrática Unitária | 134   | 6,40 / 100,00   | 0,23 | 1 / 15    | Estável |
| Votos Inválidos         | Votos Inválidos                | 79    | 3,78 / 100,00   | 0,44 |           |         |
| Total                   | Total                          | 2 093 | 100,00 / 100,00 |      | 15 / 15   |         |
| Eleitorado/Participação | Eleitorado/Participação        | 2 871 | 72,90 / 100,00  | 1,23 |           |         |

| Freguesia                                | %     | %     | %     | Votantes |
| Freguesia                                | PSD   | PS    | CDU   | Votantes |
| ---------------------------------------- | ----- | ----- | ----- | -------- |
| Nossa Senhora da Graça de Póvoa e Meadas | 35,83 | 48,93 | 10,70 | 374      |
| Santa Maria da Devesa                    | 52,18 | 37,97 | 5,99  | 985      |
| Santiago Maior                           | 64,11 | 27,75 | 4,31  | 209      |
| São João Batista                         | 55,62 | 36,38 | 4,95  | 525      |
| Castelo de Vide                          | 51,31 | 38,51 | 6,40  | 2 093    |

#### Juntas de Freguesia
| Partido                 | Partido                        | Votos | %               | +/-  | Presidentes | +/-     | Mandatos | +/-     |
| ----------------------- | ------------------------------ | ----- | --------------- | ---- | ----------- | ------- | -------- | ------- |
|                         | Partido Social Democrata       | 1 137 | 54,32 / 100,00  | 2,40 | 3 / 4       | Estável | 19 / 30  | Estável |
|                         | Partido Socialista             | 752   | 35,93 / 100,00  | 2,81 | 1 / 4       | Estável | 11 / 30  | 1       |
|                         | Coligação Democrática Unitária | 133   | 6,35 / 100,00   | 0,36 | 0 / 4       | Estável | 0 / 30   | 1       |
| Votos Inválidos         | Votos Inválidos                | 71    | 3,39 / 100,00   | 0,79 |             |         |          |         |
| Total                   | Total                          | 2 093 | 100,00 / 100,00 |      | 4 / 4       |         | 30 / 30  |         |
| Eleitorado/Participação | Eleitorado/Participação        | 2 871 | 72,90 / 100,00  | 1,23 |             |         |          |         |

| Freguesia                                | Partido Vencedor | Partido Vencedor         | %              | Mandatos |
| ---------------------------------------- | ---------------- | ------------------------ | -------------- | -------- |
| Nossa Senhora da Graça de Póvoa e Meadas |                  | Partido Socialista       | 50,00 / 100,00 | 4 / 7    |
| Santa Maria da Devesa                    |                  | Partido Social Democrata | 56,95 / 100,00 | 6 / 9    |
| Santiago Maior                           |                  | Partido Social Democrata | 65,07 / 100,00 | 5 / 7    |
| São João Batista                         |                  | Partido Social Democrata | 58,10 / 100,00 | 5 / 7    |

### Crato

#### Câmara Municipal
| Partido                 | Partido                        | Votos | %               | +/-   | Vereadores | +/-     |
| ----------------------- | ------------------------------ | ----- | --------------- | ----- | ---------- | ------- |
|                         | Partido Socialista             | 1 043 | 43,06 / 100,00  | 1,04  | 2 / 5      | Estável |
|                         | Partido Social Democrata       | 698   | 28,82 / 100,00  | 11,71 | 2 / 5      | 1       |
|                         | Coligação Democrática Unitária | 596   | 24,61 / 100,00  | 12,89 | 1 / 5      | 1       |
|                         | CDS – Partido Popular          | 19    | 0,78 / 100,00   | -     | 0 / 5      | -       |
| Votos Inválidos         | Votos Inválidos                | 66    | 2,72 / 100,00   | 0,65  |            |         |
| Total                   | Total                          | 2 422 | 100,00 / 100,00 |       | 5 / 5      |         |
| Eleitorado/Participação | Eleitorado/Participação        | 3 150 | 76,89 / 100,00  | 1,31  |            |         |

| Freguesia                                     | %     | %     | %     | %    | Votantes |
| Freguesia                                     | PS    | PSD   | CDU   | CDS  | Votantes |
| --------------------------------------------- | ----- | ----- | ----- | ---- | -------- |
| Aldeia da Mata                                | 39,76 | 43,31 | 14,17 | 0    | 254      |
| Crato e Mártires, Flor da Rosa e Vale do Peso | 42,61 | 24,24 | 28,76 | 0,92 | 1 415    |
| Gáfete                                        | 51,48 | 25,31 | 21,47 | 0,52 | 573      |
| Monte da Pedra                                | 24,44 | 55,56 | 16,67 | 1,67 | 180      |
| Crato                                         | 43,06 | 28,82 | 24,61 | 0,78 | 2 422    |

#### Assembleia Municipal
| Partido                 | Partido                        | Votos | %               | +/-   | Deputados | +/-     |
| ----------------------- | ------------------------------ | ----- | --------------- | ----- | --------- | ------- |
|                         | Partido Socialista             | 1 076 | 44,43 / 100,00  | 3,92  | 7 / 15    | Estável |
|                         | Partido Social Democrata       | 677   | 27,95 / 100,00  | 6,48  | 4 / 15    | 1       |
|                         | Coligação Democrática Unitária | 564   | 23,29 / 100,00  | 10,81 | 4 / 15    | 1       |
|                         | CDS – Partido Popular          | 27    | 1,11 / 100,00   | -     | 0 / 15    | -       |
| Votos Inválidos         | Votos Inválidos                | 78    | 3,22 / 100,00   | 0,70  |           |         |
| Total                   | Total                          | 2 422 | 100,00 / 100,00 |       | 15 / 15   |         |
| Eleitorado/Participação | Eleitorado/Participação        | 3 150 | 76,89 / 100,00  | 1,31  |           |         |

| Freguesia                                     | %     | %     | %     | %    | Votantes |
| Freguesia                                     | PS    | PSD   | CDU   | CDS  | Votantes |
| --------------------------------------------- | ----- | ----- | ----- | ---- | -------- |
| Aldeia da Mata                                | 42,52 | 42,52 | 12,99 | 0,39 | 254      |
| Crato e Mártires, Flor da Rosa e Vale do Peso | 44,73 | 23,32 | 26,36 | 1,34 | 1 415    |
| Gáfete                                        | 50,44 | 24,26 | 22,51 | 1,22 | 573      |
| Monte da Pedra                                | 25,56 | 55,56 | 16,11 | 0    | 180      |
| Crato                                         | 44,43 | 27,95 | 23,29 | 1,11 | 2 422    |

#### Juntas de Freguesia
| Partido                 | Partido                        | Votos | %               | +/-  | Presidentes | +/-     | Mandatos | +/- |
| ----------------------- | ------------------------------ | ----- | --------------- | ---- | ----------- | ------- | -------- | --- |
|                         | Partido Socialista             | 996   | 41,14 / 100,00  | 0,27 | 2 / 4       | 1       | 13 / 30  | 1   |
|                         | Partido Social Democrata       | 696   | 28,75 / 100,00  | 2,85 | 2 / 4       | 1       | 13 / 30  | 3   |
|                         | Coligação Democrática Unitária | 644   | 26,60 / 100,00  | 2,71 | 0 / 4       | Estável | 4 / 30   | 2   |
|                         | CDS – Partido Popular          | 15    | 0,62 / 100,00   | -    | 0 / 4       | -       | 0 / 30   | -   |
| Votos Inválidos         | Votos Inválidos                | 70    | 2,89 / 100,00   | 1,03 |             |         |          |     |
| Total                   | Total                          | 2 421 | 100,00 / 100,00 |      | 4 / 4       |         | 30 / 30  |     |
| Eleitorado/Participação | Eleitorado/Participação        | 3 150 | 76,86 / 100,00  | 1,28 |             |         |          |     |

| Freguesia                                     | Partido Vencedor | Partido Vencedor         | %              | Mandatos |
| --------------------------------------------- | ---------------- | ------------------------ | -------------- | -------- |
| Aldeia da Mata                                |                  | Partido Social Democrata | 52,36 / 100,00 | 4 / 7    |
| Crato e Mártires, Flor da Rosa e Vale do Peso |                  | Partido Socialista       | 40,95 / 100,00 | 4 / 9    |
| Gáfete                                        |                  | Partido Socialista       | 47,29 / 100,00 | 4 / 7    |
| Monte da Pedra                                |                  | Partido Social Democrata | 58,89 / 100,00 | 5 / 7    |

### Elvas

#### Câmara Municipal
| Partido                 | Partido                            | Votos  | %               | +/-   | Vereadores | +/-     |
| ----------------------- | ---------------------------------- | ------ | --------------- | ----- | ---------- | ------- |
|                         | Partido Socialista                 | 5 387  | 48,93 / 100,00  | 20,36 | 4 / 7      | 2       |
|                         | Rondão Almeida Elvas Nosso Partido | 3 240  | 29,43 / 100,00  | Novo  | 3 / 7      | Novo    |
|                         | CDS – Partido Popular              | 905    | 8,22 / 100,00   | 3,47  | 0 / 7      | 1       |
|                         | Partido Social Democrata           | 546    | 4,96 / 100,00   | -     | 0 / 7      | -       |
|                         | Coligação Democrática Unitária     | 334    | 3,03 / 100,00   | 1,77  | 0 / 7      | Estável |
|                         | Bloco de Esquerda                  | 147    | 1,34 / 100,00   | 0,49  | 0 / 7      | Estável |
| Votos Inválidos         | Votos Inválidos                    | 450    | 4,09 / 100,00   | 1,16  |            |         |
| Total                   | Total                              | 11 009 | 100,00 / 100,00 |       | 7 / 7      |         |
| Eleitorado/Participação | Eleitorado/Participação            | 19 314 | 57,00 / 100,00  | 8,97  |            |         |

| Freguesia                                   | %     | %     | %     | %    | %    | %    | Votantes |
| Freguesia                                   | PS    | ENP   | CDS   | PSD  | CDU  | BE   | Votantes |
| ------------------------------------------- | ----- | ----- | ----- | ---- | ---- | ---- | -------- |
| Assunção, Ajuda, Salvador e Santo Ildefonso | 48,21 | 27,79 | 9,28  | 7,36 | 2,45 | 1,16 | 4 580    |
| Barbacena e Vila Fernando                   | 41,08 | 29,66 | 13,23 | 3,61 | 3,61 | 2,61 | 499      |
| Caia, São Pedro e Alcáçova                  | 43,94 | 39,88 | 4,97  | 2,81 | 2,27 | 1,77 | 2 597    |
| Santa Eulália                               | 64,31 | 22,27 | 6,19  | 1,62 | 2,06 | 0,15 | 678      |
| São Brás e São Lourenço                     | 55,14 | 25,86 | 6,49  | 6,61 | 1,18 | 0,71 | 847      |
| São Vicente e Ventosa                       | 57,63 | 23,90 | 8,23  | 1,81 | 3,61 | 0,80 | 498      |
| Terrugem e Vila Boim                        | 49,08 | 22,44 | 11,22 | 3,21 | 7,86 | 1,83 | 1 310    |
| Elvas                                       | 48,93 | 29,43 | 8,22  | 4,96 | 3,03 | 1,34 | 11 009   |

#### Assembleia Municipal
| Partido                 | Partido                            | Votos  | %               | +/-   | Mandatos | +/-     |
| ----------------------- | ---------------------------------- | ------ | --------------- | ----- | -------- | ------- |
|                         | Partido Socialista                 | 5 160  | 46,88 / 100,00  | 19,11 | 12 / 21  | 4       |
|                         | Rondão Almeida Elvas Nosso Partido | 3 002  | 27,27 / 100,00  | Novo  | 6 / 21   | Novo    |
|                         | CDS – Partido Popular              | 1 128  | 10,25 / 100,00  | 2,39  | 2 / 21   | 1       |
|                         | Partido Social Democrata           | 638    | 5,80 / 100,00   | -     | 1 / 21   | -       |
|                         | Coligação Democrática Unitária     | 412    | 3,74 / 100,00   | 1,90  | 0 / 21   | 1       |
|                         | Bloco de Esquerda                  | 189    | 1,72 / 100,00   | 0,49  | 0 / 21   | Estável |
| Votos Inválidos         | Votos Inválidos                    | 478    | 4,34 / 100,00   | 1,06  |          |         |
| Total                   | Total                              | 11 007 | 100,00 / 100,00 |       | 21 / 21  |         |
| Eleitorado/Participação | Eleitorado/Participação            | 19 314 | 56,99 / 100,00  | 8,95  |          |         |

| Freguesia                                   | %     | %     | %     | %    | %    | %    | Votantes |
| Freguesia                                   | PS    | ENP   | CDS   | PSD  | CDU  | BE   | Votantes |
| ------------------------------------------- | ----- | ----- | ----- | ---- | ---- | ---- | -------- |
| Assunção, Ajuda, Salvador e Santo Ildefonso | 44,25 | 26,42 | 12,36 | 8,41 | 2,97 | 1,75 | 4 579    |
| Barbacena e Vila Fernando                   | 40,56 | 25,30 | 13,86 | 4,82 | 5,62 | 2,61 | 498      |
| Caia, São Pedro e Alcáçova                  | 42,28 | 37,89 | 6,58  | 3,39 | 2,46 | 2,08 | 2 597    |
| Santa Eulália                               | 63,42 | 20,94 | 7,52  | 2,36 | 2,06 | 0,44 | 678      |
| São Brás e São Lourenço                     | 52,54 | 25,27 | 7,44  | 7,67 | 1,89 | 0,94 | 847      |
| São Vicente e Ventosa                       | 56,43 | 20,28 | 11,85 | 2,61 | 5,02 | 0,80 | 498      |
| Terrugem e Vila Boim                        | 51,76 | 17,18 | 11,37 | 3,59 | 9,85 | 2,06 | 1 310    |
| Elvas                                       | 46,88 | 27,27 | 10,25 | 5,80 | 3,74 | 1,72 | 11 007   |

#### Juntas de Freguesia
| Partido                 | Partido                        | Votos  | %               | +/-   | Presidentes | +/-     | Mandatos | +/-     |
| ----------------------- | ------------------------------ | ------ | --------------- | ----- | ----------- | ------- | -------- | ------- |
|                         | Partido Socialista             | 5 094  | 46,28 / 100,00  | 15,41 | 6 / 7       | 1       | 38 / 65  | 13      |
|                         | Grupo de Cidadãos              | 2 853  | 25,92 / 100,00  | 23,67 | 0 / 7       | Estável | 14 / 65  | 13      |
|                         | CDS – Partido Popular          | 1 378  | 12,52 / 100,00  | 1,70  | 1 / 7       | 1       | 10 / 65  | Estável |
|                         | Partido Social Democrata       | 639    | 5,80 / 100,00   | -     | 0 / 7       | -       | 1 / 65   | -       |
|                         | Coligação Democrática Unitária | 501    | 4,55 / 100,00   | 2,64  | 0 / 7       | Estável | 2 / 65   | 1       |
|                         | Bloco de Esquerda              | 84     | 0,76 / 100,00   | Baixa | 0 / 7       | Estável | 0 / 65   | Estável |
| Votos Inválidos         | Votos Inválidos                | 459    | 4,17 / 100,00   | 1,48  |             |         |          |         |
| Total                   | Total                          | 11 008 | 100,00 / 100,00 |       | 7 / 7       |         | 65 / 65  | 2       |
| Eleitorado/Participação | Eleitorado/Participação        | 19 314 | 56,99 / 100,00  | 8,94  |             |         |          |         |

| Freguesia                                   | Partido Vencedor | Partido Vencedor      | %              | Mandatos |
| ------------------------------------------- | ---------------- | --------------------- | -------------- | -------- |
| Assunção, Ajuda, Salvador e Santo Ildefonso |                  | Partido Socialista    | 44,12 / 100,00 | 7 / 13   |
| Barbacena e Vila Fernando                   |                  | CDS – Partido Popular | 40,36 / 100,00 | 4 / 7    |
| Caia, São Pedro e Alcáçova                  |                  | Partido Socialista    | 43,95 / 100,00 | 7 / 13   |
| Santa Eulália                               |                  | Partido Socialista    | 61,21 / 100,00 | 5 / 7    |
| São Brás e São Lourenço                     |                  | Partido Socialista    | 59,15 / 100,00 | 7 / 9    |
| São Vicente e Ventosa                       |                  | Partido Socialista    | 64,66 / 100,00 | 5 / 7    |
| Terrugem e Vila Boim                        |                  | Partido Socialista    | 38,40 / 100,00 | 4 / 9    |

### Fronteira

#### Câmara Municipal
| Partido                 | Partido                        | Votos | %               | +/-   | Vereadores | +/-     |
| ----------------------- | ------------------------------ | ----- | --------------- | ----- | ---------- | ------- |
|                         | Partido Social Democrata       | 1 221 | 56,87 / 100,00  | 9,87  | 3 / 5      | 1       |
|                         | Partido Socialista             | 719   | 33,49 / 100,00  | 12,03 | 2 / 5      | 1       |
|                         | Coligação Democrática Unitária | 97    | 4,52 / 100,00   | 2,11  | 0 / 5      | Estável |
|                         | CDS-PPM                        | 40    | 1,86 / 100,00   | -     | 0 / 5      | -       |
| Votos Inválidos         | Votos Inválidos                | 70    | 3,26 / 100,00   | 1,30  |            |         |
| Total                   | Total                          | 2 147 | 100,00 / 100,00 |       | 5 / 5      |         |
| Eleitorado/Participação | Eleitorado/Participação        | 2 760 | 77,79 / 100,00  | 2,90  |            |         |

| Freguesia      | %     | %     | %    | %        | Votantes |
| Freguesia      | PSD   | PS    | CDU  | CDS- PPM | Votantes |
| -------------- | ----- | ----- | ---- | -------- | -------- |
| Cabeço de Vide | 57,80 | 32,20 | 5,08 | 2,20     | 590      |
| Fronteira      | 57,05 | 33,65 | 3,62 | 1,99     | 1 355    |
| São Saturnino  | 52,97 | 36,14 | 8,91 | 0        | 202      |
| Fronteira      | 56,87 | 33,49 | 4,52 | 1,86     | 2 147    |

#### Assembleia Municipal
| Partido                 | Partido                        | Votos | %               | +/-  | Deputados | +/- |
| ----------------------- | ------------------------------ | ----- | --------------- | ---- | --------- | --- |
|                         | Partido Social Democrata       | 1 265 | 58,92 / 100,00  | 5,80 | 10 / 15   | 1   |
|                         | Partido Socialista             | 658   | 30,65 / 100,00  | 8,59 | 5 / 15    | 2   |
|                         | Coligação Democrática Unitária | 111   | 5,17 / 100,00   | 3,67 | 0 / 15    | 1   |
|                         | CDS-PPM                        | 45    | 2,10 / 100,00   | -    | 0 / 15    | -   |
| Votos Inválidos         | Votos Inválidos                | 68    | 3,17 / 100,00   | 1,20 |           |     |
| Total                   | Total                          | 2 147 | 100,00 / 100,00 |      | 15 / 15   |     |
| Eleitorado/Participação | Eleitorado/Participação        | 2 760 | 77,79 / 100,00  | 2,90 |           |     |

| Freguesia      | %     | %     | %    | %        | Votantes |
| Freguesia      | PSD   | PS    | CDU  | CDS- PPM | Votantes |
| -------------- | ----- | ----- | ---- | -------- | -------- |
| Cabeço de Vide | 55,59 | 31,53 | 5,76 | 3,56     | 590      |
| Fronteira      | 60,59 | 30,11 | 4,21 | 1,77     | 1 355    |
| São Saturnino  | 57,43 | 31,68 | 9,90 | 0        | 202      |
| Fronteira      | 58,92 | 30,65 | 5,17 | 2,10     | 2 147    |

#### Juntas de Freguesia
| Partido                 | Partido                        | Votos | %               | +/-  | Presidentes | +/-     | Mandatos | +/- |
| ----------------------- | ------------------------------ | ----- | --------------- | ---- | ----------- | ------- | -------- | --- |
|                         | Partido Social Democrata       | 1 135 | 52,86 / 100,00  | 4,28 | 3 / 3       | Estável | 14 / 23  | 1   |
|                         | Partido Socialista             | 730   | 34,00 / 100,00  | 6,86 | 0 / 3       | Estável | 8 / 23   | 2   |
|                         | Coligação Democrática Unitária | 172   | 8,01 / 100,00   | 2,87 | 0 / 3       | Estável | 1 / 23   | 1   |
|                         | CDS-PPM                        | 46    | 2,14 / 100,00   | -    | 0 / 3       | -       | 0 / 23   | -   |
| Votos Inválidos         | Votos Inválidos                | 64    | 2,98 / 100,00   | 1,86 |             |         |          |     |
| Total                   | Total                          | 2 147 | 100,00 / 100,00 |      | 3 / 3       |         | 23 / 23  |     |
| Eleitorado/Participação | Eleitorado/Participação        | 2 760 | 77,79 / 100,00  | 2,94 |             |         |          |     |

| Freguesia      | Partido Vencedor | Partido Vencedor         | %              | Mandatos |
| -------------- | ---------------- | ------------------------ | -------------- | -------- |
| Cabeço de Vide |                  | Partido Social Democrata | 58,98 / 100,00 | 5 / 7    |
| Fronteira      |                  | Partido Social Democrata | 50,11 / 100,00 | 5 / 9    |
| São Saturnino  |                  | Partido Social Democrata | 53,47 / 100,00 | 4 / 7    |

### Gavião

#### Câmara Municipal
| Partido                 | Partido                        | Votos | %               | +/-   | Vereadores | +/-     |
| ----------------------- | ------------------------------ | ----- | --------------- | ----- | ---------- | ------- |
|                         | Partido Socialista             | 1 532 | 63,99 / 100,00  | 13,11 | 4 / 5      | 1       |
|                         | PSD-CDS                        | 404   | 16,88 / 100,00  | -     | 1 / 5      | -       |
|                         | Coligação Democrática Unitária | 334   | 13,95 / 100,00  | 2,13  | 0 / 5      | Estável |
| Votos Inválidos         | Votos Inválidos                | 124   | 5,18 / 100,00   | 0,60  |            |         |
| Total                   | Total                          | 2 394 | 100,00 / 100,00 |       | 5 / 5      |         |
| Eleitorado/Participação | Eleitorado/Participação        | 3 471 | 68,97 / 100,00  | 0,54  |            |         |

| Freguesia        | %     | %        | %     | Votantes |
| Freguesia        | PS    | PSD- CDS | CDU   | Votantes |
| ---------------- | ----- | -------- | ----- | -------- |
| Belver           | 47,60 | 20,91    | 20,19 | 416      |
| Comenda          | 62,43 | 13,11    | 20,55 | 511      |
| Gavião e Atalaia | 71,41 | 17,93    | 6,49  | 1 032    |
| Margem           | 63,91 | 14,94    | 17,93 | 435      |
| Gavião           | 63,99 | 16,88    | 13,95 | 2 394    |

#### Assembleia Municipal
| Partido                 | Partido                        | Votos | %               | +/-  | Deputados | +/-     |
| ----------------------- | ------------------------------ | ----- | --------------- | ---- | --------- | ------- |
|                         | Partido Socialista             | 1 428 | 59,67 / 100,00  | 7,36 | 10 / 15   | 2       |
|                         | PSD-CDS                        | 457   | 19,10 / 100,00  | -    | 3 / 15    | -       |
|                         | Coligação Democrática Unitária | 380   | 15,88 / 100,00  | 2,34 | 2 / 15    | Estável |
| Votos Inválidos         | Votos Inválidos                | 128   | 5,35 / 100,00   | 0,51 |           |         |
| Total                   | Total                          | 2 393 | 100,00 / 100,00 |      | 15 / 15   |         |
| Eleitorado/Participação | Eleitorado/Participação        | 3 471 | 68,94 / 100,00  | 0,55 |           |         |

| Freguesia        | %     | %        | %     | Votantes |
| Freguesia        | PS    | PSD- CDS | CDU   | Votantes |
| ---------------- | ----- | -------- | ----- | -------- |
| Belver           | 54,46 | 16,14    | 20,24 | 415      |
| Comenda          | 54,79 | 14,29    | 26,42 | 511      |
| Gavião e Atalaia | 63,76 | 24,22    | 7,27  | 1 032    |
| Margem           | 60,69 | 15,40    | 19,77 | 435      |
| Gavião           | 59,67 | 19,10    | 15,88 | 2 393    |

#### Juntas de Freguesia
| Partido                 | Partido                        | Votos | %               | +/-  | Presidentes | +/- | Mandatos | +/- |
| ----------------------- | ------------------------------ | ----- | --------------- | ---- | ----------- | --- | -------- | --- |
|                         | Partido Socialista             | 1 473 | 61,53 / 100,00  | 9,58 | 4 / 4       | 1   | 21 / 30  | 4   |
|                         | Coligação Democrática Unitária | 508   | 21,22 / 100,00  | 3,18 | 0 / 4       | 1   | 6 / 30   | 1   |
|                         | PSD-CDS                        | 307   | 12,82 / 100,00  | -    | 0 / 4       | -   | 3 / 30   | -   |
| Votos Inválidos         | Votos Inválidos                | 106   | 4,43 / 100,00   | 0,15 |             |     |          |     |
| Total                   | Total                          | 2 394 | 100,00 / 100,00 |      | 4 / 4       |     | 30 / 30  |     |
| Eleitorado/Participação | Eleitorado/Participação        | 3 471 | 68,97 / 100,00  | 0,54 |             |     |          |     |

| Freguesia        | Partido Vencedor | Partido Vencedor   | %              | Mandatos |
| ---------------- | ---------------- | ------------------ | -------------- | -------- |
| Belver           |                  | Partido Socialista | 60,10 / 100,00 | 5 / 7    |
| Comenda          |                  | Partido Socialista | 50,10 / 100,00 | 4 / 7    |
| Gavião e Atalaia |                  | Partido Socialista | 68,51 / 100,00 | 7 / 9    |
| Margem           |                  | Partido Socialista | 59,77 / 100,00 | 5 / 7    |

### Marvão

#### Câmara Municipal
| Partido                 | Partido                                    | Votos | %               | +/-   | Vereadores | +/-     |
| ----------------------- | ------------------------------------------ | ----- | --------------- | ----- | ---------- | ------- |
|                         | Partido Social Democrata                   | 730   | 32,43 / 100,00  | 29,15 | 2 / 5      | 1       |
|                         | Partido Socialista                         | 713   | 31,67 / 100,00  | 1,62  | 2 / 5      | 1       |
|                         | CDS-PPM                                    | 417   | 18,53 / 100,00  | -     | 1 / 5      | -       |
|                         | Movimento Independente - Marvão para Todos | 274   | 12,17 / 100,00  | Novo  | 0 / 5      | Novo    |
|                         | Coligação Democrática Unitária             | 28    | 1,24 / 100,00   | 1,45  | 0 / 5      | Estável |
| Votos Inválidos         | Votos Inválidos                            | 89    | 3,95 / 100,00   | 0,67  |            |         |
| Total                   | Total                                      | 2 251 | 100,00 / 100,00 |       | 5 / 5      |         |
| Eleitorado/Participação | Eleitorado/Participação                    | 2 905 | 77,49 / 100,00  | 4,80  |            |         |

| Freguesia                | %     | %     | %        | %     | %    | Votantes |
| Freguesia                | PSD   | PS    | CDS- PPM | MT    | CDU  | Votantes |
| ------------------------ | ----- | ----- | -------- | ----- | ---- | -------- |
| Beirã                    | 40,75 | 26,33 | 14,42    | 13,48 | 0,94 | 319      |
| Santa Maria de Marvão    | 29,50 | 42,45 | 14,03    | 10,79 | 0,36 | 278      |
| Santo António das Areias | 36,01 | 29,32 | 15,66    | 14,19 | 0,94 | 747      |
| São Salvador da Aramenha | 27,45 | 32,19 | 23,70    | 10,47 | 1,87 | 907      |
| Marvão                   | 32,43 | 31,67 | 18,53    | 12,17 | 1,24 | 2 251    |

#### Assembleia Municipal
| Partido                 | Partido                                    | Votos | %               | +/-   | Deputados | +/-     |
| ----------------------- | ------------------------------------------ | ----- | --------------- | ----- | --------- | ------- |
|                         | Partido Socialista                         | 767   | 34,07 / 100,00  | 2,50  | 5 / 15    | Estável |
|                         | Partido Social Democrata                   | 641   | 28,48 / 100,00  | 30,68 | 5 / 15    | 5       |
|                         | CDS-PPM                                    | 399   | 17,73 / 100,00  | -     | 3 / 15    | -       |
|                         | Movimento Independente - Marvão para Todos | 306   | 13,59 / 100,00  | Novo  | 2 / 15    | Novo    |
|                         | Coligação Democrática Unitária             | 46    | 2,04 / 100,00   | 2,53  | 0 / 15    | Estável |
| Votos Inválidos         | Votos Inválidos                            | 92    | 4,09 / 100,00   | 0,61  |           |         |
| Total                   | Total                                      | 2 251 | 100,00 / 100,00 |       | 15 / 15   |         |
| Eleitorado/Participação | Eleitorado/Participação                    | 2 905 | 77,49 / 100,00  | 4,80  |           |         |

| Freguesia                | %     | %     | %        | %     | %    | Votantes |
| Freguesia                | PS    | PSD   | CDS- PPM | MT    | CDU  | Votantes |
| ------------------------ | ----- | ----- | -------- | ----- | ---- | -------- |
| Beirã                    | 26,96 | 38,87 | 13,17    | 15,05 | 1,25 | 319      |
| Santa Maria de Marvão    | 48,20 | 23,02 | 12,95    | 11,51 | 1,80 | 278      |
| Santo António das Areias | 33,20 | 30,66 | 14,73    | 15,39 | 1,74 | 747      |
| São Salvador da Aramenha | 32,97 | 24,70 | 23,26    | 12,24 | 2,65 | 907      |
| Marvão                   | 34,07 | 28,48 | 17,73    | 13,59 | 2,04 | 2 251    |

#### Juntas de Freguesia
| Partido                 | Partido                        | Votos | %               | +/-   | Presidentes | +/-     | Mandatos | +/-     |
| ----------------------- | ------------------------------ | ----- | --------------- | ----- | ----------- | ------- | -------- | ------- |
|                         | Partido Socialista             | 907   | 40,29 / 100,00  | 4,02  | 3 / 4       | 1       | 16 / 30  | 2       |
|                         | Partido Social Democrata       | 592   | 26,30 / 100,00  | 30,80 | 1 / 4       | 1       | 9 / 30   | 9       |
|                         | CDS-PPM                        | 384   | 17,06 / 100,00  | -     | 0 / 4       | -       | 3 / 30   | -       |
|                         | Grupo de Cidadãos              | 234   | 10,40 / 100,00  | -     | 0 / 4       | -       | 2 / 30   | -       |
|                         | Coligação Democrática Unitária | 42    | 1,87 / 100,00   | 0,68  | 0 / 4       | Estável | 0 / 30   | Estável |
| Votos Inválidos         | Votos Inválidos                | 92    | 4,09 / 100,00   | 0,01  |             |         |          |         |
| Total                   | Total                          | 2 251 | 100,00 / 100,00 |       | 4 / 4       |         | 30 / 30  |         |
| Eleitorado/Participação | Eleitorado/Participação        | 2 905 | 77,49 / 100,00  | 4,80  |             |         |          |         |

| Freguesia                | Partido Vencedor | Partido Vencedor         | %              | Mandatos |
| ------------------------ | ---------------- | ------------------------ | -------------- | -------- |
| Beirã                    |                  | Partido Social Democrata | 59,25 / 100,00 | 5 / 7    |
| Santa Maria de Marvão    |                  | Partido Socialista       | 61,51 / 100,00 | 6 / 7    |
| Santo António das Areias |                  | Partido Socialista       | 42,44 / 100,00 | 4 / 7    |
| São Salvador da Aramenha |                  | Partido Socialista       | 37,93 / 100,00 | 4 / 9    |

### Monforte

#### Câmara Municipla
| Partido                 | Partido                        | Votos | %               | +/-   | Vereadores | +/- |
| ----------------------- | ------------------------------ | ----- | --------------- | ----- | ---------- | --- |
|                         | Coligação Democrática Unitária | 1 209 | 61,50 / 100,00  | 14,65 | 4 / 5      | 1   |
|                         | Partido Socialista             | 525   | 26,70 / 100,00  | 13,61 | 1 / 5      | 1   |
|                         | Partido Social Democrata       | 142   | 7,22 / 100,00   | -     | 0 / 5      | -   |
|                         | CDS-MPT-PPM                    | 27    | 1,37 / 100,00   | -     | 0 / 5      | -   |
| Votos Inválidos         | Votos Inválidos                | 63    | 3,20 / 100,00   | 0,74  |            |     |
| Total                   | Total                          | 1 966 | 100,00 / 100,00 |       | 5 / 5      |     |
| Eleitorado/Participação | Eleitorado/Participação        | 2 690 | 73,09 / 100,00  | 0,98  |            |     |

| Freguesia    | %     | %     | %    | %             | Votantes |
| Freguesia    | CDU   | PS    | PSD  | CDS- MPT- PPM | Votantes |
| ------------ | ----- | ----- | ---- | ------------- | -------- |
| Assumar      | 46,53 | 39,88 | 9,67 | 1,81          | 331      |
| Monforte     | 64,57 | 23,34 | 7,98 | 1,69          | 827      |
| Santo Aleixo | 64,38 | 24,68 | 5,85 | 0,51          | 393      |
| Vaiamonte    | 64,58 | 24,82 | 5,06 | 1,20          | 415      |
| Monforte     | 61,50 | 26,70 | 7,22 | 1,37          | 1 966    |

#### Assembleia Municipal
| Partido                 | Partido                        | Votos | %               | +/-   | Deputados | +/- |
| ----------------------- | ------------------------------ | ----- | --------------- | ----- | --------- | --- |
|                         | Coligação Democrática Unitária | 1 058 | 53,81 / 100,00  | 8,31  | 9 / 15    | 2   |
|                         | Partido Socialista             | 543   | 27,62 / 100,00  | 12,76 | 4 / 15    | 3   |
|                         | Partido Social Democrata       | 259   | 13,17 / 100,00  | -     | 2 / 15    | -   |
|                         | CDS-MPT-PPM                    | 39    | 1,98 / 100,00   | -     | 0 / 15    | -   |
| Votos Inválidos         | Votos Inválidos                | 67    | 3,41 / 100,00   | 0,48  |           |     |
| Total                   | Total                          | 1 966 | 100,00 / 100,00 |       | 15 / 15   |     |
| Eleitorado/Participação | Eleitorado/Participação        | 2 690 | 73,09 / 100,00  | 0,95  |           |     |

| Freguesia    | %     | %     | %     | %             | Votantes |
| Freguesia    | CDU   | PS    | PSD   | CDS- MPT- PPM | Votantes |
| ------------ | ----- | ----- | ----- | ------------- | -------- |
| Assumar      | 40,48 | 42,60 | 11,78 | 1,51          | 331      |
| Monforte     | 56,23 | 21,77 | 17,65 | 1,93          | 827      |
| Santo Aleixo | 56,49 | 29,26 | 9,16  | 1,27          | 393      |
| Vaiamonte    | 57,11 | 25,78 | 9,16  | 3,13          | 415      |
| Monforte     | 53,81 | 27,62 | 13,17 | 1,98          | 1 966    |

#### Juntas de Freguesia
| Partido                 | Partido                        | Votos | %               | +/-   | Presidentes | +/-     | Mandatos | +/- |
| ----------------------- | ------------------------------ | ----- | --------------- | ----- | ----------- | ------- | -------- | --- |
|                         | Coligação Democrática Unitária | 1 063 | 54,10 / 100,00  | 11,38 | 3 / 4       | Estável | 17 / 30  | 2   |
|                         | Partido Socialista             | 648   | 32,98 / 100,00  | 8,37  | 1 / 4       | Estável | 12 / 30  | 1   |
|                         | Partido Social Democrata       | 177   | 9,01 / 100,00   | -     | 0 / 4       | -       | 1 / 30   | -   |
| Votos Inválidos         | Votos Inválidos                | 77    | 3,92 / 100,00   | 0,46  |             |         |          |     |
| Total                   | Total                          | 1 965 | 100,00 / 100,00 |       | 4 / 4       |         | 30 / 30  |     |
| Eleitorado/Participação | Eleitorado/Participação        | 2 690 | 73,05 / 100,00  | 0,87  |             |         |          |     |

| Freguesia    | Partido Vencedor | Partido Vencedor               | %              | Mandatos |
| ------------ | ---------------- | ------------------------------ | -------------- | -------- |
| Assumar      |                  | Partido Socialista             | 43,33 / 100,00 | 4 / 7    |
| Monforte     |                  | Coligação Democrática Unitária | 59,73 / 100,00 | 6 / 9    |
| Santo Aleixo |                  | Coligação Democrática Unitária | 52,67 / 100,00 | 4 / 7    |
| Vaiamonte    |                  | Coligação Democrática Unitária | 53,73 / 100,00 | 4 / 7    |

### Nisa

#### Câmara Municipal
| Partido                 | Partido                        | Votos | %               | +/-   | Vereadores | +/-     |
| ----------------------- | ------------------------------ | ----- | --------------- | ----- | ---------- | ------- |
|                         | Partido Socialista             | 2 173 | 50,44 / 100,00  | 16,20 | 3 / 5      | 1       |
|                         | Coligação Democrática Unitária | 1 589 | 36,88 / 100,00  | 5,30  | 2 / 5      | Estável |
|                         | PSD-CDS                        | 351   | 8,15 / 100,00   | 17,09 | 0 / 5      | 1       |
| Votos Inválidos         | Votos Inválidos                | 195   | 4,53 / 100,00   | 1,15  |            |         |
| Total                   | Total                          | 4 308 | 100,00 / 100,00 |       | 5 / 5      |         |
| Eleitorado/Participação | Eleitorado/Participação        | 6 101 | 70,61 / 100,00  | 2,99  |            |         |

| Freguesia                                          | %     | %     | %        | Votantes |
| Freguesia                                          | PS    | CDU   | PSD- CDS | Votantes |
| -------------------------------------------------- | ----- | ----- | -------- | -------- |
| Alpalhão                                           | 51,18 | 34,51 | 9,29     | 678      |
| Arez e Amieira do Tejo                             | 68,06 | 24,19 | 2,90     | 310      |
| Espírito Santo, Nossa Senhora da Graça e São Simão | 47,78 | 40,98 | 7,09     | 2 074    |
| Montalvão                                          | 41,87 | 46,75 | 6,50     | 246      |
| Santana                                            | 58,13 | 32,93 | 0,81     | 246      |
| São Matias                                         | 45,36 | 32,24 | 20,77    | 183      |
| Tolosa                                             | 51,66 | 30,65 | 13,31    | 571      |
| Nisa                                               | 50,44 | 36,88 | 8,15     | 4 308    |

#### Assembleia Municipal
| Partido                 | Partido                        | Votos | %               | +/-   | Mandatos | +/- |
| ----------------------- | ------------------------------ | ----- | --------------- | ----- | -------- | --- |
|                         | Partido Socialista             | 2 014 | 46,74 / 100,00  | 12,33 | 7 / 15   | 1   |
|                         | Coligação Democrática Unitária | 1 523 | 35,34 / 100,00  | 4,32  | 6 / 15   | 1   |
|                         | PSD-CDS                        | 552   | 12,81 / 100,00  | 9,10  | 2 / 15   | 2   |
| Votos Inválidos         | Votos Inválidos                | 220   | 5,11 / 100,00   | 0,92  |          |     |
| Total                   | Total                          | 4 309 | 100,00 / 100,00 |       | 15 / 15  |     |
| Eleitorado/Participação | Eleitorado/Participação        | 6 101 | 70,63 / 100,00  | 2,99  |          |     |

| Freguesia                                          | %     | %     | %        | Votantes |
| Freguesia                                          | PS    | CDU   | PSD- CDS | Votantes |
| -------------------------------------------------- | ----- | ----- | -------- | -------- |
| Alpalhão                                           | 42,48 | 35,25 | 16,67    | 678      |
| Arez e Amieira do Tejo                             | 68,06 | 21,61 | 5,16     | 310      |
| Espírito Santo, Nossa Senhora da Graça e São Simão | 44,60 | 38,52 | 11,96    | 2 074    |
| Montalvão                                          | 39,02 | 50,00 | 6,50     | 246      |
| Santana                                            | 58,13 | 33,33 | 1,22     | 246      |
| São Matias                                         | 39,34 | 26,23 | 31,69    | 183      |
| Tolosa                                             | 48,78 | 28,85 | 17,13    | 572      |
| Nisa                                               | 46,74 | 35,34 | 12,81    | 4 309    |

#### Juntas de Freguesia
| Partido                 | Partido                        | Votos | %               | +/-   | Presidentes | +/- | Mandatos | +/- |
| ----------------------- | ------------------------------ | ----- | --------------- | ----- | ----------- | --- | -------- | --- |
|                         | Coligação Democrática Unitária | 1 860 | 43,17 / 100,00  | 1,99  | 3 / 7       | 3   | 21 / 53  | 4   |
|                         | Partido Socialista             | 1 819 | 42,21 / 100,00  | 7,97  | 3 / 7       | 2   | 27 / 53  | 8   |
|                         | PSD-CDS                        | 421   | 9,77 / 100,00   | 10,25 | 1 / 7       | 1   | 5 / 53   | 4   |
|                         | Grupo de Cidadãos              | 15    | 0,35 / 100,00   | -     | 0 / 7       | -   | 0 / 53   | -   |
| Votos Inválidos         | Votos Inválidos                | 194   | 4,50 / 100,00   | 0,06  |             |     |          |     |
| Total                   | Total                          | 4 309 | 100,00 / 100,00 |       | 7 / 7       |     | 53 / 53  |     |
| Eleitorado/Participação | Eleitorado/Participação        | 6 101 | 70,63 / 100,00  | 3,01  |             |     |          |     |

| Freguesia                                          | Partido Vencedor | Partido Vencedor               | %              | Mandatos |
| -------------------------------------------------- | ---------------- | ------------------------------ | -------------- | -------- |
| Alpalhão                                           |                  | Coligação Democrática Unitária | 44,40 / 100,00 | 4 / 9    |
| Arez e Amieira do Tejo                             |                  | Partido Socialista             | 72,90 / 100,00 | 6 / 7    |
| Espírito Santo, Nossa Senhora da Graça e São Simão |                  | Coligação Democrática Unitária | 53,86 / 100,00 | 6 / 9    |
| Montalvão                                          |                  | Coligação Democrática Unitária | 49,19 / 100,00 | 4 / 7    |
| Santana                                            |                  | Partido Socialista             | 56,91 / 100,00 | 4 / 7    |
| São Matias                                         |                  | PSD-CDS                        | 37,16 / 100,00 | 3 / 7    |
| Tolosa                                             |                  | Partido Socialista             | 50,52 / 100,00 | 4 / 7    |

### Ponte de Sôr

#### Câmara Municipal
| Partido                 | Partido                        | Votos  | %               | +/-   | Vereadores | +/- |
| ----------------------- | ------------------------------ | ------ | --------------- | ----- | ---------- | --- |
|                         | Partido Socialista             | 5 733  | 68,26 / 100,00  | 10,05 | 6 / 7      | 1   |
|                         | Coligação Democrática Unitária | 1 453  | 17,30 / 100,00  | 3,88  | 1 / 7      | 1   |
|                         | PSD-CDS                        | 668    | 7,95 / 100,00   | -     | 0 / 7      | -   |
|                         | Bloco de Esquerda              | 248    | 2,95 / 100,00   | 0,78  | 0 / 7      |     |
| Votos Inválidos         | Votos Inválidos                | 297    | 3,54 / 100,00   | Baixa |            |     |
| Total                   | Total                          | 8 399  | 100,00 / 100,00 |       | 7 / 7      |     |
| Eleitorado/Participação | Eleitorado/Participação        | 14 303 | 58,72 / 100,00  | 1,06  |            |     |

| Freguesia                            | %     | %     | %        | %    | Votantes |
| Freguesia                            | PS    | CDU   | PSD- CDS | BE   | Votantes |
| ------------------------------------ | ----- | ----- | -------- | ---- | -------- |
| Foros de Arrão                       | 54,61 | 35,42 | 1,85     | 4,98 | 542      |
| Galveias                             | 51,13 | 37,01 | 4,52     | 1,69 | 708      |
| Longomel                             | 73,08 | 14,74 | 5,86     | 3,91 | 665      |
| Montargil                            | 58,37 | 28,07 | 10,13    | 1,03 | 1 165    |
| Ponte de Sor, Tramaga e Vale de Açor | 73,49 | 10,79 | 8,82     | 3,21 | 5 319    |
| Ponte de Sor                         | 68,26 | 17,30 | 7,95     | 2,95 | 8 399    |

#### Assembleia Municipal
| Partido                 | Partido                        | Votos  | %               | +/-  | Deputados | +/- |
| ----------------------- | ------------------------------ | ------ | --------------- | ---- | --------- | --- |
|                         | Partido Socialista             | 5 286  | 62,94 / 100,00  | 8,01 | 15 / 21   | 2   |
|                         | Coligação Democrática Unitária | 1 543  | 18,37 / 100,00  | 3,09 | 4 / 21    | 1   |
|                         | PSD-CDS                        | 895    | 10,66 / 100,00  | -    | 2 / 21    | -   |
|                         | Bloco de Esquerda              | 329    | 3,92 / 100,00   | 0,45 | 0 / 21    | 1   |
| Votos Inválidos         | Votos Inválidos                | 346    | 4,12 / 100,00   | 0,52 |           |     |
| Total                   | Total                          | 8 399  | 100,00 / 100,00 |      | 21 / 21   |     |
| Eleitorado/Participação | Eleitorado/Participação        | 14 303 | 58,72 / 100,00  | 1,06 |           |     |

| Freguesia                            | %     | %     | %        | %    | Votantes |
| Freguesia                            | PS    | CDU   | PSD- CDS | BE   | Votantes |
| ------------------------------------ | ----- | ----- | -------- | ---- | -------- |
| Foros de Arrão                       | 50,92 | 38,01 | 1,85     | 4,98 | 542      |
| Galveias                             | 47,74 | 37,99 | 5,79     | 2,82 | 708      |
| Longomel                             | 68,57 | 16,24 | 7,22     | 5,56 | 665      |
| Montargil                            | 54,25 | 29,27 | 12,19    | 1,12 | 1 165    |
| Ponte de Sor, Tramaga e Vale de Açor | 67,38 | 11,64 | 12,30    | 4,36 | 5 319    |
| Ponte de Sor                         | 62,94 | 18,37 | 10,66    | 3,92 | 8 399    |

#### Juntas de Freguesia
| Partido                 | Partido                        | Votos  | %               | +/-  | Presidentes | +/-     | Mandatos | +/-     |
| ----------------------- | ------------------------------ | ------ | --------------- | ---- | ----------- | ------- | -------- | ------- |
|                         | Partido Socialista             | 5 143  | 61,23 / 100,00  | 7,62 | 4 / 5       | 1       | 30 / 47  | Estável |
|                         | Coligação Democrática Unitária | 1 737  | 20,68 / 100,00  | 0,93 | 1 / 5       | 1       | 14 / 47  | 1       |
|                         | PSD-CDS                        | 923    | 10,99 / 100,00  | -    | 0 / 5       | -       | 3 / 47   | -       |
|                         | Bloco de Esquerda              | 292    | 3,48 / 100,00   | 1,13 | 0 / 5       | Estável | 0 / 47   | 1       |
| Votos Inválidos         | Votos Inválidos                | 304    | 3,62 / 100,00   | 0,66 |             |         |          |         |
| Total                   | Total                          | 8 399  | 100,00 / 100,00 |      | 5 / 5       |         | 47 / 47  |         |
| Eleitorado/Participação | Eleitorado/Participação        | 14 303 | 58,72 / 100,00  | 1,06 |             |         |          |         |

| Freguesia                            | Partido Vencedor | Partido Vencedor               | %              | Mandatos |
| ------------------------------------ | ---------------- | ------------------------------ | -------------- | -------- |
| Foros de Arrão                       |                  | Partido Socialista             | 50,37 / 100,00 | 4 / 7    |
| Galveias                             |                  | Coligação Democrática Unitária | 57,63 / 100,00 | 6 / 9    |
| Longomel                             |                  | Partido Socialista             | 62,41 / 100,00 | 7 / 9    |
| Montargil                            |                  | Partido Socialista             | 50,21 / 100,00 | 5 / 9    |
| Ponte de Sor, Tramaga e Vale de Açor |                  | Partido Socialista             | 68,25 / 100,00 | 11 / 13  |

### Portalegre

#### Câmara Municipal
| Partido                 | Partido                                         | Votos  | %               | +/-   | Vereadores | +/-     |
| ----------------------- | ----------------------------------------------- | ------ | --------------- | ----- | ---------- | ------- |
|                         | Candidatura Livre e Independente por Portalegre | 4 160  | 31,60 / 100,00  | 10,84 | 3 / 7      | 1       |
|                         | Partido Socialista                              | 3 803  | 28,89 / 100,00  | 5,00  | 2 / 7      | Estável |
|                         | Coligação Democrática Unitária                  | 2 399  | 18,22 / 100,00  | 0,71  | 1 / 7      | Estável |
|                         | Partido Social Democrata                        | 1 731  | 13,15 / 100,00  | -     | 1 / 7      | -       |
|                         | CDS – Partido Popular                           | 554    | 4,21 / 100,00   | -     | 0 / 7      | -       |
|                         | Bloco de Esquerda                               | 122    | 0,93 / 100,00   | 0,08  | 0 / 7      | Estável |
| Votos Inválidos         | Votos Inválidos                                 | 396    | 3,01 / 100,00   | Baixa |            |         |
| Total                   | Total                                           | 13 165 | 100,00 / 100,00 |       | 7 / 7      |         |
| Eleitorado/Participação | Eleitorado/Participação                         | 20 835 | 63,19 / 100,00  | 3,24  |            |         |

| Freguesia                   | %     | %     | %     | %     | %    | %    | Votantes |
| Freguesia                   | CLIP  | PS    | CDU   | PSD   | CDS  | BE   | Votantes |
| --------------------------- | ----- | ----- | ----- | ----- | ---- | ---- | -------- |
| Alagoa                      | 20,57 | 43,70 | 6,68  | 22,37 | 3,34 | 0,26 | 389      |
| Alegrete                    | 49,03 | 25,13 | 5,49  | 13,94 | 1,22 | 1,12 | 983      |
| Fortios                     | 31,12 | 29,27 | 16,16 | 17,36 | 2,22 | 0,28 | 1 083    |
| Reguengo e São Julião       | 52,97 | 18,53 | 7,34  | 14,86 | 2,45 | 0,52 | 572      |
| Ribeira de Nisa e Carreiras | 45,52 | 18,42 | 13,93 | 14,89 | 3,53 | 0,95 | 1 048    |
| Sé e São Lourenço           | 27,58 | 28,81 | 23,19 | 11,21 | 5,39 | 1,12 | 7 974    |
| Urra                        | 25,27 | 42,38 | 9,59  | 16,49 | 2,15 | 0,45 | 1 116    |
| Portalegre                  | 31,60 | 28,89 | 18,22 | 13,15 | 4,21 | 0,93 | 13 165   |

#### Assembleia Municipal
| Partido                 | Partido                                         | Votos  | %               | +/-     | Deputados | +/-     |
| ----------------------- | ----------------------------------------------- | ------ | --------------- | ------- | --------- | ------- |
|                         | Partido Socialista                              | 3 858  | 29,31 / 100,00  | 4,43    | 7 / 21    | 1       |
|                         | Candidatura Livre e Independente por Portalegre | 3 760  | 28,56 / 100,00  | 10,81   | 7 / 21    | 2       |
|                         | Coligação Democrática Unitária                  | 2 353  | 17,87 / 100,00  | 1,58    | 4 / 21    | Estável |
|                         | Partido Social Democrata                        | 1 950  | 14,81 / 100,00  | -       | 3 / 21    | -       |
|                         | CDS – Partido Popular                           | 535    | 4,06 / 100,00   | -       | 0 / 21    | -       |
|                         | Bloco de Esquerda                               | 188    | 1,43 / 100,00   | Estável | 0 / 21    | Estável |
| Votos Inválidos         | Votos Inválidos                                 | 520    | 3,95 / 100,00   | 1,92    |           |         |
| Total                   | Total                                           | 13 164 | 100,00 / 100,00 |         | 21 / 21   |         |
| Eleitorado/Participação | Eleitorado/Participação                         | 20 835 | 63,18 / 100,00  | 3,29    |           |         |

| Freguesia                   | %     | %     | %     | %     | %    | %    | Votantes |
| Freguesia                   | PS    | CLIP  | CDU   | PSD   | CDS  | BE   | Votantes |
| --------------------------- | ----- | ----- | ----- | ----- | ---- | ---- | -------- |
| Alagoa                      | 47,81 | 16,45 | 7,46  | 21,85 | 2,31 | 0    | 389      |
| Alegrete                    | 26,35 | 48,12 | 5,19  | 15,16 | 0,61 | 1,12 | 983      |
| Fortios                     | 29,36 | 26,87 | 15,70 | 20,13 | 2,59 | 0,65 | 1 083    |
| Reguengo e São Julião       | 19,06 | 50,35 | 8,22  | 15,56 | 2,80 | 0,35 | 572      |
| Ribeira de Nisa e Carreiras | 17,75 | 42,27 | 13,45 | 17,18 | 2,86 | 2,39 | 1 048    |
| Sé e São Lourenço           | 28,88 | 24,60 | 22,75 | 12,92 | 5,38 | 1,63 | 7 973    |
| Urra                        | 44,53 | 21,51 | 9,05  | 17,83 | 1,52 | 1,16 | 1 116    |
| Portalegre                  | 29,31 | 28,56 | 17,87 | 14,81 | 4,06 | 1,43 | 13 164   |

#### Juntas de Freguesia
| Partido                 | Partido                        | Votos  | %               | +/-     | Presidentes | +/-     | Mandatos | +/-     |
| ----------------------- | ------------------------------ | ------ | --------------- | ------- | ----------- | ------- | -------- | ------- |
|                         | Partido Socialista             | 3 960  | 30,08 / 100,00  | 2,03    | 3 / 7       | 1       | 20 / 63  | 2       |
|                         | Grupo de Cidadãos              | 3 802  | 28,88 / 100,00  | 9,85    | 3 / 7       | 2       | 24 / 63  | 5       |
|                         | Partido Social Democrata       | 2 264  | 17,20 / 100,00  | -       | 1 / 7       | -       | 15 / 63  | -       |
|                         | Coligação Democrática Unitária | 1 915  | 14,55 / 100,00  | 0,79    | 0 / 7       | Estável | 3 / 63   | 2       |
|                         | CDS – Partido Popular          | 634    | 4,82 / 100,00   | -       | 0 / 7       | -       | 1 / 63   | -       |
|                         | Bloco de Esquerda              | 117    | 0,89 / 100,00   | Estável | 0 / 7       | Estável | 0 / 63   | Estável |
| Votos Inválidos         | Votos Inválidos                | 474    | 3,60 / 100,00   | 1,81    |             |         |          |         |
| Total                   | Total                          | 13 166 | 100,00 / 100,00 |         | 7 / 7       |         | 63 / 63  |         |
| Eleitorado/Participação | Eleitorado/Participação        | 20 835 | 63,19 / 100,00  | 3,22    |             |         |          |         |

| Freguesia                   | Partido Vencedor | Partido Vencedor         | %              | Mandatos |
| --------------------------- | ---------------- | ------------------------ | -------------- | -------- |
| Alagoa                      |                  | Partido Socialista       | 55,01 / 100,00 | 4 / 7    |
| Alegrete                    |                  | Grupo de Cidadãos        | 54,83 / 100,00 | 6 / 9    |
| Fortios                     |                  | Partido Social Democrata | 32,69 / 100,00 | 4 / 9    |
| Reguengo e São Julião       |                  | Grupo de Cidadãos        | 64,69 / 100,00 | 5 / 7    |
| Ribeira de Nisa e Carreiras |                  | Grupo de Cidadãos        | 55,44 / 100,00 | 6 / 9    |
| Sé e São Lourenço           |                  | Partido Socialista       | 29,77 / 100,00 | 4 / 13   |
| Urra                        |                  | Partido Socialista       | 56,81 / 100,00 | 6 / 9    |

### Sousel

#### Câmara Municipal
| Partido                 | Partido                        | Votos | %               | +/-   | Vereadores | +/- |
| ----------------------- | ------------------------------ | ----- | --------------- | ----- | ---------- | --- |
|                         | Partido Socialista             | 1 901 | 61,16 / 100,00  | 33,29 | 4 / 5      | 3   |
|                         | Partido Social Democrata       | 945   | 30,41 / 100,00  | 15,87 | 1 / 5      | 2   |
|                         | Coligação Democrática Unitária | 155   | 4,99 / 100,00   | 15,70 | 0 / 5      | 1   |
|                         | Bloco de Esquerda              | 36    | 1,16 / 100,00   | -     | 0 / 5      | -   |
| Votos Inválidos         | Votos Inválidos                | 71    | 2,29 / 100,00   | 2,87  |            |     |
| Total                   | Total                          | 3 108 | 100,00 / 100,00 |       | 5 / 5      |     |
| Eleitorado/Participação | Eleitorado/Participação        | 4 041 | 76,91 / 100,00  | 6,44  |            |     |

| Freguesia   | %     | %     | %    | %    | Votantes |
| Freguesia   | PS    | PSD   | CDU  | BE   | Votantes |
| ----------- | ----- | ----- | ---- | ---- | -------- |
| Cano        | 58,92 | 34,40 | 3,21 | 0,39 | 779      |
| Casa Branca | 59,35 | 27,05 | 9,69 | 2,42 | 743      |
| Santo Amaro | 48,56 | 44,47 | 3,13 | 1,44 | 416      |
| Sousel      | 68,29 | 24,87 | 3,85 | 0,77 | 1 170    |
| Sousel      | 61,16 | 30,41 | 4,99 | 1,16 | 3 108    |

#### Assembleia Municipal
| Partido                 | Partido                        | Votos | %               | +/-   | Deputados | +/- |
| ----------------------- | ------------------------------ | ----- | --------------- | ----- | --------- | --- |
|                         | Partido Socialista             | 1 661 | 53,44 / 100,00  | 24,53 | 9 / 15    | 4   |
|                         | Partido Social Democrata       | 1 029 | 33,11 / 100,00  | 11,58 | 5 / 15    | 2   |
|                         | Coligação Democrática Unitária | 264   | 8,49 / 100,00   | 11,26 | 1 / 15    | 2   |
|                         | Bloco de Esquerda              | 56    | 1,80 / 100,00   | -     | 0 / 15    | -   |
| Votos Inválidos         | Votos Inválidos                | 98    | 3,15 / 100,00   | 3,51  |           |     |
| Total                   | Total                          | 3 108 | 100,00 / 100,00 |       | 15 / 15   |     |
| Eleitorado/Participação | Eleitorado/Participação        | 4 041 | 76,91 / 100,00  | 6,44  |           |     |

| Freguesia   | %     | %     | %     | %    | Votantes |
| Freguesia   | PS    | PSD   | CDU   | BE   | Votantes |
| ----------- | ----- | ----- | ----- | ---- | -------- |
| Cano        | 56,10 | 35,43 | 3,98  | 0,77 | 779      |
| Casa Branca | 53,43 | 27,32 | 14,00 | 2,96 | 743      |
| Santo Amaro | 43,75 | 43,99 | 5,05  | 1,92 | 416      |
| Sousel      | 55,13 | 31,37 | 9,23  | 1,71 | 1 170    |
| Sousel      | 53,44 | 33,11 | 8,49  | 1,80 | 3 108    |

#### Juntas de Freguesia
| Partido                 | Partido                        | Votos | %               | +/-   | Presidentes | +/-     | Mandatos | +/- |
| ----------------------- | ------------------------------ | ----- | --------------- | ----- | ----------- | ------- | -------- | --- |
|                         | Partido Socialista             | 1 503 | 48,36 / 100,00  | 18,19 | 3 / 4       | 2       | 19 / 34  | 8   |
|                         | Partido Social Democrata       | 1 019 | 32,79 / 100,00  | 12,48 | 1 / 4       | 2       | 13 / 34  | 5   |
|                         | Coligação Democrática Unitária | 356   | 11,45 / 100,00  | 7,29  | 0 / 4       | Estável | 2 / 34   | 3   |
|                         | CDS-PPM                        | 74    | 2,38 / 100,00   | -     | 0 / 4       | -       | 0 / 34   | -   |
|                         | Bloco de Esquerda              | 51    | 1,64 / 100,00   | -     | 0 / 4       | -       | 0 / 34   | -   |
| Votos Inválidos         | Votos Inválidos                | 105   | 3,38 / 100,00   | 2,43  |             |         |          |     |
| Total                   | Total                          | 3 108 | 100,00 / 100,00 |       | 4 / 4       |         | 34 / 34  |     |
| Eleitorado/Participação | Eleitorado/Participação        | 4 041 | 76,91 / 100,00  | 6,44  |             |         |          |     |

| Freguesia   | Partido Vencedor | Partido Vencedor         | %              | Mandatos |
| ----------- | ---------------- | ------------------------ | -------------- | -------- |
| Cano        |                  | Partido Socialista       | 52,25 / 100,00 | 5 / 9    |
| Casa Branca |                  | Partido Socialista       | 51,55 / 100,00 | 5 / 9    |
| Santo Amaro |                  | Partido Social Democrata | 55,05 / 100,00 | 4 / 7    |
| Sousel      |                  | Partido Socialista       | 48,55 / 100,00 | 6 / 9    |